# Sierpodudek fioletowy
Sierpodudek fioletowy (Phoeniculus damarensis) – gatunek średniej wielkości ptaka z rodziny sierpodudków (Phoeniculidae). Występuje w dwóch osobnych populacjach we wschodniej i południowo-zachodniej Afryce – w Angoli, Etiopii, Kenii, Namibii i Tanzanii. Nie jest zagrożony.
MorfologiaDługość ciała 34,5–38 cm; masa ciała 72–96 g. Samice są podobne do samców, ale nieco mniejsze.
SystematykaZwykle wyróżnia się dwa podgatunki P. damarensis:
- P. d. damarensis (Ogilvie-Grant, 1901) – sierpodudek fioletowy – południowo-zachodnia Angola oraz północno-zachodnia i środkowa Namibia
- P. d. granti (Neumann, 1903) – sierpodudek kenijski – południowa Etiopia oraz środkowa i południowo-wschodnia Kenia; prawdopodobnie także północno-wschodnia Tanzania[4]

Międzynarodowy Komitet Ornitologiczny (IOC) uznaje takson granti za odrębny gatunek.
StatusIUCN uznaje sierpodudka fioletowego za gatunek najmniejszej troski (LC, Least Concern). Liczebność populacji nie została oszacowana, ale ptak ten opisywany jest jako występujący lokalnie i rzadki. Trend liczebności populacji oceniany jest jako prawdopodobnie spadkowy ze względu na niszczenie dużych drzew stanowiących miejsce gniazdowania tego gatunku.